# Балов, Сеитша
Сеитша Балов — русский военнослужащий, крымский татарин, унтер-офицер Крымскотатарского эскадрона лейб-гвардии Казачьего полка. Участник Крымской войны. Награждён за дела против неприятеля знаком отличия военного ордена.
Эскадрон был создан в 1827 году в составе лейб-гвардии и был укомплектован крымскими татарами-добровольцами, которые служили 15 лет, попеременно в Санкт-Петербурге и Крыму. Льготная часть эскадрона Крымскотатарского эскадрона таким образом сразу оказалась на главном театре Крымской войны, где под командованием ротмистра Омер-бея Балатукова участвовала в боевых действиях против англо-французско-турецких войск на реке Черной в отряде генерал-лейтенанта И. Рыжова. В ночь на 25 сентября регулярная кавалерия, переправившись через Чёрную речку, подымалась на Федюхины высоты. Шедший впереди Лейхтенбергских гусар крымскотатарский эскадрон атаковал неприятельские аванпосты, отбросил их и захватил в плен разъезды английских драгун (одного офицера и пять нижних чинов). Командующий русскими войсками в Крыму князь А. С. Меншиков за этот подвиг наградил знаком отличия военного ордена унтер-офицера Сеитшу Балова и рядовых Селима Абульхаирова и Молладжана Аметова.
На донесение князя Меншикова об этом российский император Николай I в своем ответном письме князю 3 октября писал: «Рад, что гвардейские татары имели случай показать себя, и ты хорошо сделал, что наградил их».